# Liste der Mitglieder der American Academy of Arts and Sciences/1889
Im Jahr 1889 wählte die American Academy of Arts and Sciences 26 Personen zu ihren Mitgliedern.

## Neu gewählte Mitglieder
- Edward Hickling Bradford (1848–1926)
- Arthur Tracy Cabot (1852–1912)
- Anatole Hüe de Caligny (1811–1892)
- Franklin Carter (1837–1919)
- David Williams Cheever (1831–1915)
- William Coe Collar (1833–1916)
- Harold Clarence Ernst (1856–1922)
- Reginald Heber Fitz (1843–1913), Pathologe[1]
- Samuel Henshaw (1852–1941)
- John Homans (1836–1903)
- Alexander Johnston (1849–1889)
- Frederick Irving Knight (1841–1909)
- William Roscoe Livermore (1843–1919)
- George Hinckley Lyman (1819–1891)
- Jean Charles Galissard de Marignac (1817–1894)
- Dmitri Mendelejew (1834–1907)
- Cecil Peabody (1855–1934)
- Peter Schwamb (1858–1928)
- Horace Scudder (1838–1902)
- Franklin Bache Stephenson (1848–1932)
- John Nelson Stockwell (1832–1920)
- Frank William Taussig (1859–1940)
- Henry Pickering Walcott (1838–1932)
- Wilhelm Eduard Weber (1804–1891)
- Barrett Wendell (1855–1921)
- Henry Willey (1824–1907)